# Årsunda
Årsunda is een plaats in de gemeente Sandviken in het landschap Gästrikland en de provincie Gävleborgs län in Zweden. De plaats heeft 1067 inwoners (2005) en een oppervlakte van 124 hectare. De plaats ligt aan het meer Storsjön en heeft een twee kilometer lang zandstrand aan dit meer, hier kan men ook zwemmen. Er is ook een camping te vinden, deze camping ligt in de buurt van het Storsjön en het zandstrand.

## Verkeer en vervoer
Bij de plaats loopt de Länsväg 272.

## Geboren
- Emil Jönsson (1985), langlaufer